# André Greipel
André Greipel (Rostock, 1982. június 16. –)  német profi kerékpáros. 2021-ben visszavonult a versenyzéstől.